# Euphyia perspicuata
Euphyia perspicuata là một loài bướm đêm trong họ Geometridae.